# الكلية الحربية السودانية

الكلية الحربية السودانية:هي إحدى الكليات العسكرية في السودان وأول كلية عسكرية تم إنشاؤها. تقع الكلية الحربية السودانية في شمال أمدرمان بمنطقة وادي سيدنا وكما عرفت الكلية الحربية بأنها : مصنع الرجال وعرين الأبطال.. يتخرج الطالب الحربي من الكلية برتبة الملازم ومنحة بكالريوس العلوم العسكرية والإدارية كما أن بها دراسات أكاديمية تبعاً للدراسات العسكرية ويتخرج الطالب الحربي بعد مضي ثلاثة سنوات.
وتضم الجامعة العسكرية السودانية:
- كلية الدفاع
- كلية الحرب
- كلية القيادة والاركان المشتركة

- الكلية الحربية.
- الكلية الجوية.

- الأكاديمية البحرية السودانية.
- كلية الدفاع الجوي.
- أكاديمية كرري للتقانة العسكرية.

- الأكاديمية الطبية العسكرية.

شعار القوات الجوية السودانية

1- الكلية الحربية السودانية  : والتي تعد إحدى أعرق الكليات الحربية في أفريقيا والعالم العربي. وتعمل الكلية الحربية في التدريب والتدريس العسكري بجانبية النظري والعملي.. كما أن المنهج المصاحب غني بكثير من المعارف التي يحتاج إليها الطالب يخرج للحياة مدججا بسلاح المعرفة والتميز ويقبل لهذه الكلية الطلاب المتخرجين من المرحلة الثانوية ومنحهم دبلوما في العلوم العسكرية (وقد رقيت الكلية لتمنح درجة البكلاريوس بعد أربعة أعوام بدرجة الملازم أول) مع وجود درسات عسكرية أيضا بمرحلة الدبلوم بعد ثلاثة أعوام ويتخرج الطالب برتبة ملازم في قوات الشعب المسلحة، وقد عرف عن الكلية استقبالها للطلاب العسكريين من بعض الدول العربية والأفريقية.
2- جامعة كرري للتقانة العسكرية : أسست هذه الجامعة في العام 1994 م ورغم ذلك تعد هذه الجامعة من أكثر الجامعات تطورا في السودان وتمتاز بهيئة تدريس تجمع أكبر العلماء والمتخصصين في السودان في مجالات الهندسة الكيميائية وال المدنية  والميكانيكية والكهربائية وعلوم الحاسوب، وقد كانت أكاديمية حتى العام 2006 م ثم تمت إجازتها كجامعة تمنح شهادة بكالوريوس في المجال المعين ودبلوم علوم عسكرية، وفي الجامعة كلية للدراسات العليا تمنح درجتي الماجستير والدكتوراه وتعمل الجامعة على تدريس الطلاب الخريجين من المرحلة الثانوية مواد أي من المجالات السابقة وتدريبهم تدريبا عسكريا وذلك للعمل كملازمين أوائل مهندسين بالقوات المسلحة، وكذلك تدريب حاملي البكالوريوس في المجالات السابقة من الجامعات الأخرى تدريبا عسكريا للعمل كملازمين أوائل مهندسين أيضا، وتدريب حاملي الدبلومات التقنية تدريبا عسكريا للعمل كرقباء أوائل فنيين ومنحهم دبلوم الهندسة في القوات المسلحة، وقد وضعت الجامعة لسد حاجة القوات المسلحة من المهندسين للعمل بالفرق الهندسية وسلاح الهندسة والتصنيع الحربي.
3- كلية العلوم الجوية : وهي من أقدم الكليات العسكرية السودانية وتعمل على تدريب حاملي الشهادة السودانية الثانوية وتدريسهم للعمل بالقوات الجوية في القواعد الجوية وطيارين برتب ملازمين.
4- الكلية البحرية :و هي كلية حديثة تقوم بتدريب وتدريس حاملي الشهادة السودانية الثانوية
و تدريسهم للعمل في القوات البحرية السودانية برتبة ملازمين.أما الكليات التابعة للجزءالثاني
فهي كلية القيادة والأركان المشتركة ،و كلية الحرب العليا وقد سبق أن تحدثت عن دورهما الإقليمي عربيا
أفريقيا لتطوير مهارات الضباط العسكرية والقيادية والمعروف عن الكليتين أنهما كليتين تختصان
بالدراسات العليا في الدراسات العسكرية في مجالات القيادة وهي التي تمنح رتبة الركن.